# Oath (singolo)
Oath è un singolo della cantante britannica Cher Lloyd, registrato con la collaborazione della rapper statunitense Becky G. La canzone è stata pubblicata nel 2012 ed estratta dalla versione americana dell'album Sticks and Stones.

## Tracce
- Download digitale

1. Oath (featuring Becky G) – 3:38

## Video musicale
Il video musicale è stato diretto da Hannah Lux Davis e girato presso la Venice High School di Los Angeles. Esso è stato pubblicato il 4 ottobre 2012.